# Dombeya tsiapetrokensis
Dombeya tsiapetrokensis är en malvaväxtart som beskrevs av Arenes. Dombeya tsiapetrokensis ingår i släktet Dombeya och familjen malvaväxter. Inga underarter finns listade i Catalogue of Life.